# Nowaki (contratorpedeiro de 1940)
O Nowaki (野分) foi um navio contratorpedeiro operado pela Marinha Imperial Japonesa e a décima quinta embarcação da Classe Kagerō. Sua construção começou em novembro de 1939 no Arsenal Naval de Maizuru e foi lançado ao mar em setembro de 1940, sendo comissionado na frota japonesa em abril de 1941. Era armado com uma bateria principal de seis canhões de 127 milímetros e oito tubos de torpedo de 610 milímetros, tinha um deslocamento carregado de 2,5 mil toneladas e conseguia alcançar uma velocidade máxima de 35 nós (65 quilômetros por hora).
O Nowaki teve uma carreira ativa na Segunda Guerra Mundial. Ele apoiou a invasão das Filipinas no final de 1941 e das Índias Ocidentais Holandesas em janeiro de 1942, em seguida ajudando a afundar vários navios Aliados no Mar de Java. O navio lutou na Batalha de Midway em junho e resgatou sobreviventes do porta-aviões Akagi. Depois disso envolveu-se em operações na Campanha de Guadalcanal até o final do ano. Durante 1943 e 1944 ele operou em apoio a Campanha nas Ilhas Salomão. O Nowaki foi afundado em 26 de outubro de 1944 na Batalha de Samar.